# Bredebro
Bredebro (tysk: Bredebro) er en stationsby i Sønderjylland med 1.408 indbyggere  (2024), beliggende 10 km vest for Løgumkloster, 34 km syd for Ribe og 14 km nord for Tønder. Byen hører til Tønder Kommune og ligger i Region Syddanmark.
Bredebro hører til Brede Sogn. Brede Kirke ligger i den nordøstlige ende af byen, tæt ved broen over Brede Å. Byen ligger i et tyndt befolket marskland 14 km fra Vadehavet.

## Faciliteter
- Bredebro Filialskole hører under Løgumkloster Distriktsskole, der også har filialskole i Øster Højst. Løgumkloster har 0.-9. klasse, og filialskolerne har 0.-6. klasse. De 3 skoler har tilsammen 659 elever, heraf 179 i Bredebro, hvor der er SFO for 0.-4. klasse.[2]
- Børnehuset Humlebo har 12 småbørnspladser, fordelt på 2 stuer, og 60 børnehavepladser, aldersopdelt på 3 stuer. Institutionen har 12 medarbejdere.[3]
- Plejecenter Hjørnegården har 19 2-rums- og 5 1-rumsboliger. Der er 2 aflastningspladser og 7 pladser i et dagcenter, der er åbent 2 dage om ugen.[4]
- Bredebro Idrætscenter & Camping har sportshaller og friluftsbad.[5] På samme adresse er der også fitness center.
- Foruden campingpladsen har byen overnatningsfaciliteter på Motel Lido[6] og Den Gamle Kro ved siden af hinanden. Kroen har restaurant, værelser og 3 selskabslokaler: stor sal med scene til 130 personer og lille sal til 70 personer. Desuden har kroen bevaret den gamle rejsestald, som kan rumme 80 personer.[7]
- Bredebro Forsamlingshus har en stor sal med scene til 110 personer og en lille sal til 40 personer.[8]
- Byen har købmand, pizzeria og lægehus.

## Historie
Landsbyen Brede, som åen er opkaldt efter, lå ved Brede Bygade i den nordvestlige del af den nuværende by. Her var oprindeligt et vadested over åen.

### Kniplinger
Trap Danmarks 1. udgave fra 1850'erne nævner Brede Sogn som kniplingsindustriens centrum, men kniplingerne er kendt som Tønder-kniplinger fordi Tønder var grossisternes hovedsæde.

### Branden
Om aftenen 30. april 1870 udbrød der brand i et af landsbyens vestligste huse, og ilden bredte sig med vestenvinden til 2/3 af landsbyen. 16 huse brændte og 24 familier blev husvilde. Postekspeditørens hus og kroen var blandt de nedbrændte huse. Kroen blev flyttet østpå til den daværende landevej, hvor den stadig ligger på Brogade 10. Degneboligen, farveriet og et betydeligt tømmerlager undgik branden.

### Jernbanen
Den tyske "Marskbane", der gik op gennem det vestlige Holsten og Slesvig, åbnede den sidste strækning fra Tønder til den danske grænse 15. november 1887. Banen fik station 3 km syd for Brede Å mellem Brede landsby mod nordvest og Brede Kirke mod øst. Tømmerlageret for enden af den nuværende Lagervej fik et sidespor fra stationen. Bredebro Andelsmejeri var grundlagt i 1886 tæt ved stationen - det blev nedlagt i 1968.
Bredebro Station blev jernbaneknudepunkt 21. september 1888, hvor sidebanen Bredebro-Løgumkloster (Klosterbanen) blev åbnet. Fra 8. maj 1901 gik en smalsporet amtsbane videre fra Løgumkloster til Aabenraa, men ad en stor omvej. Aabenraa Amts Jernbaner blev nedlagt 31. marts 1926, og 2. oktober 1927 indviede man en ny normalsporet Klosterbane, der gik mere direkte til Rødekro, hvorfra der var jernbane til Aabenraa.
Klosterbanen eksisterede kun i 8½ år og blev nedlagt 15. maj 1936. Siden har Bredebro kun været station på Bramming-Tønder-banen, hvor Arriva nu kører tog mellem Esbjerg og Niebüll.
Mellem Langagervej og vejen Aaspe går en krum sti på godt 300 m, som er en rest af Klosterbanens tracé.

### Stationsbyen
Det preussiske målebordsblad viser ikke nævneværdig bydannelse, og den spredte bebyggelse i landsbyen er ikke vokset sammen med bebyggelsen ved kirken. På det danske målebordsblad er bebyggelserne vokset sammen efter Genforeningen i 1920, og der er kommet forsamlingshus og elværk.

### Genforeningssten
I krydset Søndergade/Storegade står en sten, der blev rejst i 1927 til minde om Genforeningen i 1920.

### Bredebro Kommune
I 1970-2006 var Bredebro kommunesæde i Bredebro Kommune. Det tidligere rådhus ligger på Stationsvej 5 og huser nu Tønder Kommunale Tandpleje.

## Ecco
Ecco Sko er byens største virksomhed. Den har hovedsæde i Bredebro, men produktionen foregår på fabrikker og garverier i 7 andre lande. Skoene sælges i over 14.000 forretninger i 99 lande. Koncernen beskæftiger 21.300 ansatte.
Karl Toosbuy var udlært skomager og avancerede til direktør for en københavnsk skofabrik. Da han i 1963 ville have sin egen fabrik, var det lidt tilfældigt at den blev placeret i Bredebro. Men det var her man reflekterede på hans beskedne billetmærke-annonce, hvor han søgte lokaler med udvidelsesmuligheder og plads til 20-40 beskæftigede.
I anledning af Eccos 50 års jubilæum i 2013 blev Toosbuys Torv opført tæt ved Eccos hovedkvarter. Torvet er opkaldt efter Birte og Karl Toosbuy og har blandt andre specialforretninger verdens største Ecco-butik.

## Sparekassen Bredebro
Sparekassen Bredebro blev stiftet i 1875. Den fusionerede med Ballum Sparekasse i 1964 og Visby Sparekasse i 1971. Den oprettede afdeling i Tønder i 2001 og i Skærbæk i 2003. De eksisterer stadig, hvorimod en afdeling, der blev oprettet i Toftlund i 2007, blev nedlagt året efter. Den blev sammen med afdelingerne i Ballum og Visby lagt sammen med hovedkontoret i Bredebro. Siden Tønder Bank gik konkurs i 2012, har Sparekassen Bredebro været det eneste lokale pengeinstitut i det sydvestlige Sønderjylland.